# Kyoto
Kyoto (京都市, Kyōto-shi) är en stad i Kyoto prefektur på huvudön Honshu i Japan. Kyoto ingår i storstadsområdet Keihanshin, som även omfattar bland annat Kobe och Osaka. I området finns en omfattande och mångsidig industri. 
Kyoto var huvudstad i Japan före Tokyo, från 794 till 1868 (fram till 1185 under huvudstadsnamnet Heian-kyo, "fredliga tiders huvudstad"). Kyoto är än i dag den stad där kejsaren kröns. Den är också en av landets stora vallfartsorter och en mycket stor turistort. I Kyoto finns mer än 1 600 buddhisttempel och shintohelgedomar bevarade; staden skonades i stort från bombräder under andra världskriget. 

## Administrativ indelning
Kyoto var 1956 en av de första städerna i Japan att bli en signifikant stad med speciell status (seirei shitei toshi). vilket innebär att den har tagit över viktiga funktioner från prefekturen. Kyoto är nu en av Japans 20 signifikanta städer och delas som sådan in i ku, administrativa stadsdelar. Kyoto består av elva sådana stadsdelar.

Kyotos uppdelning i stadsdelar, ku.
|                |        | Invånare 1 oktober 2015 | Area (km²) |
| -------------- | ------ | ----------------------- | ---------- |
| Fushimi-ku     | 伏見区 | 280 662                 | 61,66      |
| Higashiyama-ku | 東山区 | 38 905                  | 7,48       |
| Kamigyō-ku     | 上京区 | 84 939                  | 7,03       |
| Kita-ku        | 北区   | 119 537                 | 94,88      |
| Minami-ku      | 南区   | 99 859                  | 15,81      |
| Nakagyō-ku     | 中京区 | 109 305                 | 7,41       |
| Nishikyō-ku    | 西京区 | 150 789                 | 59,24      |
| Sakyō-ku       | 左京区 | 168 435                 | 246,77     |
| Shimogyō-ku    | 下京区 | 82 775                  | 6,78       |
| Ukyō-ku        | 右京区 | 204 171                 | 292,07     |
| Yamashina-ku   | 山科区 | 135 192                 | 28,70      |

## Kommunikationer

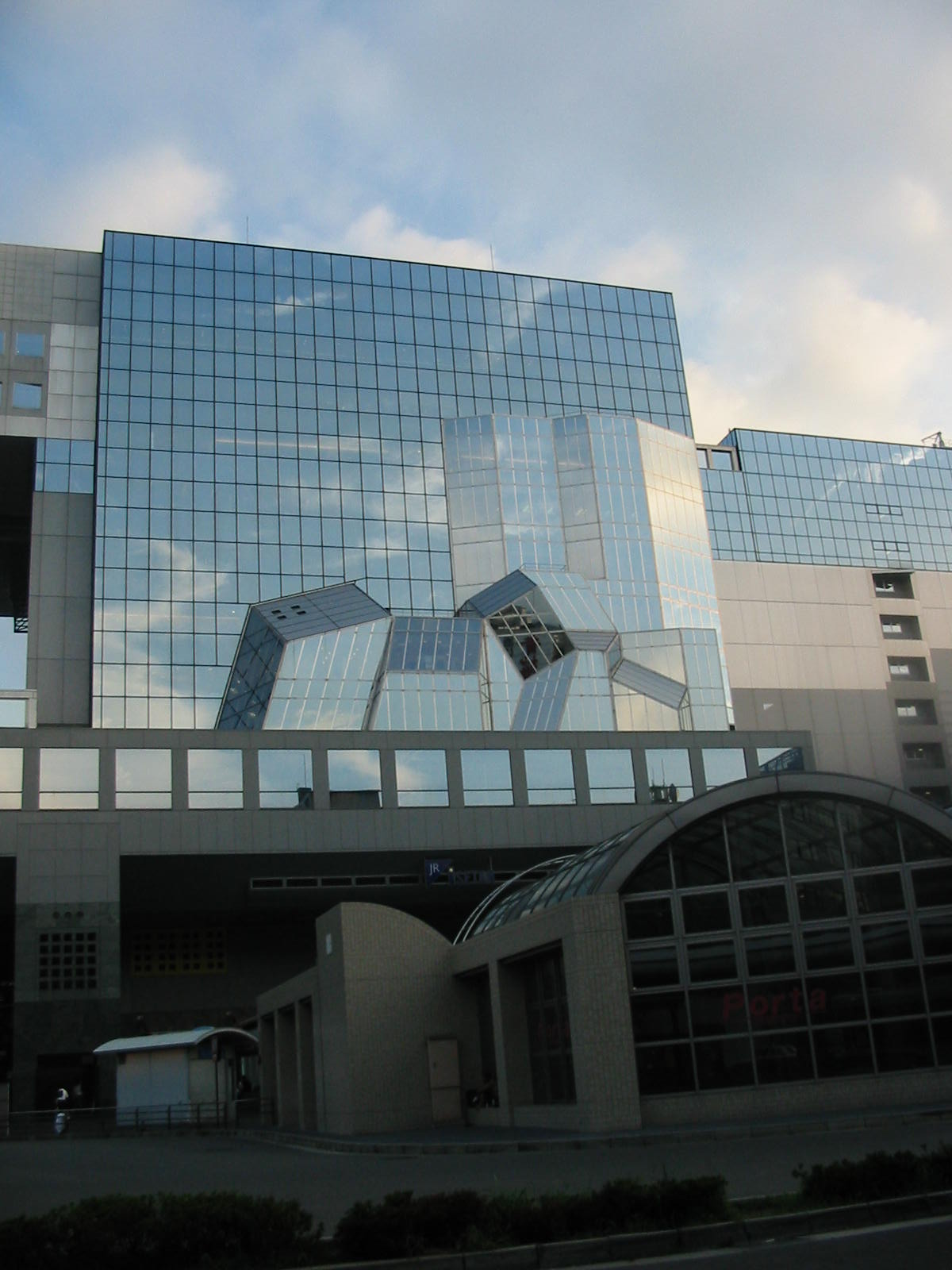
Kyoto Station

Kyoto station är en av de fyra stationer som trafikeras av alla klasser av tåg på Tokaido Shinkansen, det innebär ungefär 11 shinkansenavgångar per timme i var riktning under högtrafik. Närmaste större flygplats är Kansais internationella flygplats i Osakabukten söder om Osaka.
Kyoto har ett tunnelbanesystem med två linjer.
Kyoto var den första staden i Japan med kommersiell elektrisk spårvagnstrafik som öppnade 1895. En tunnelbana började byggas 1974 för att ersätta spårvagnssystemet, Bygget försenades och den sista spårvagnslinjen lades ner 1978 utan att tunnelbanan invigts. 1981 öppnades den första delen av tunnelbanan. Den senaste utbyggnaden öppnades för trafik 16 januari 2008.

## Högre utbildning
Kyoto har 37 institutioner med högre utbildning. Några av universiteten grundades på 1800-talet. Bland universiteten anses Kyoto universitet vara ett av Japans främsta med flera nobelpristagare. År 1997 antogs där Kyotoprotokollet. Ritsumeikanuniversitetet är ett annat privat universitet värt att notera då det har utbytesavtal med Lunds universitet.

## Kultur och sevärdheter
- Världsarvet Historiska Kyoto
- Saihoji - mosstemplet
- Kinkaku-ji – gyllene paviljongen
- Ginkaku-ji – silverpaviljongen
- Kyotos kejserliga palats
- Gion matsuri
- Fushimi Inari-taisha - Det första jinja dedikerat till Inari.

### Sport
Kyoto Sanga F.C. spelar i J. League i fotboll.